# IC 4179
IC 4179 је појединачна звијезда у сазвјежђу Ловачки пси која се налази на листи објеката дубоког неба у Индекс каталогу.
Деклинација објекта је + 37° 11' 55" а ректасцензија 13h 5m 45,8s.